# Arenariomyces majusculus
Arenariomyces majusculus är en svampart som beskrevs av Kohlm. & Volkm.-Kohlm. 1989. Arenariomyces majusculus ingår i släktet Arenariomyces och familjen Halosphaeriaceae.   Inga underarter finns listade i Catalogue of Life.